# アウトバーン 8
アウトバーン 8（ドイツ語: Bundesautobahn 8, BAB 8 または A 8）はドイツの高速道路、アウトバーンの一路線である。

## 概要
西はルクセンブルク国境のペアル付近から東はオーストリア国境のバート・ライヒェンハル付近まで、総延長 505 kmの主要道路である。以下の3区間に分かれている。
- 西部区間：ルクセンブルク国境 - ピルマゼンス
- 中部区間：カールスルーエ - ミュンヘン（北西）
- 東部区間：ミュンヘン（南東） - オーストリア国境

ザールラント州西部から同州を、州都ザールブリュッケンを経由しつつ横断する。ザールブリュッケン付近でA1と、ノインキルヒェン付近でA6と交差する。ノインキルヒェンを抜けるとラインラント＝プファルツ州に入る。同州南部のピルマゼンスでA62と合流し、西部区間の終点になる。A8の中部区間との間は、A62、連邦道路10号線、A65、A5を経由して連絡する。なお、A8の西部区間と中部区間と直接結ぶ延長計画は放棄されている。
中部区間の起点はA5との分岐点である。A8中部区間は3つの区間のうちで最も長く、カールスルーエとミュンヘンを直接結んでいる。バーデン＝ヴュルテンベルク州の州都シュトゥットガルト付近でA81と、ウルム付近でA7と交差する。カールスルーエからウルムまで同州の中部を横断する。ウルムを出るとバイエルン州に入り、同州南部を横断する。アウクスブルクを経由し、ミュンヘン市内の北西で中部区間の終点になる。東部区間は同市内の南東部が起点である。中部区間と東部区間を結ぶ延長計画は放棄されているが、両区間はミュンヘンの環状道路になっているA99でつながっている。
東部区間はミュンヘンからバート・ライヒェンハル付近のオーストリア国境まで至る。国境を越えるとオーストリアのA1になり、ウィーンまで繋がっている。東部区間はミュンヘンとウィーンを結ぶ幹線道路であり、西部と中部の両区間と合わせてルクセンブルクとウィーンという2つの首都を接続する国際幹線道路を成している。

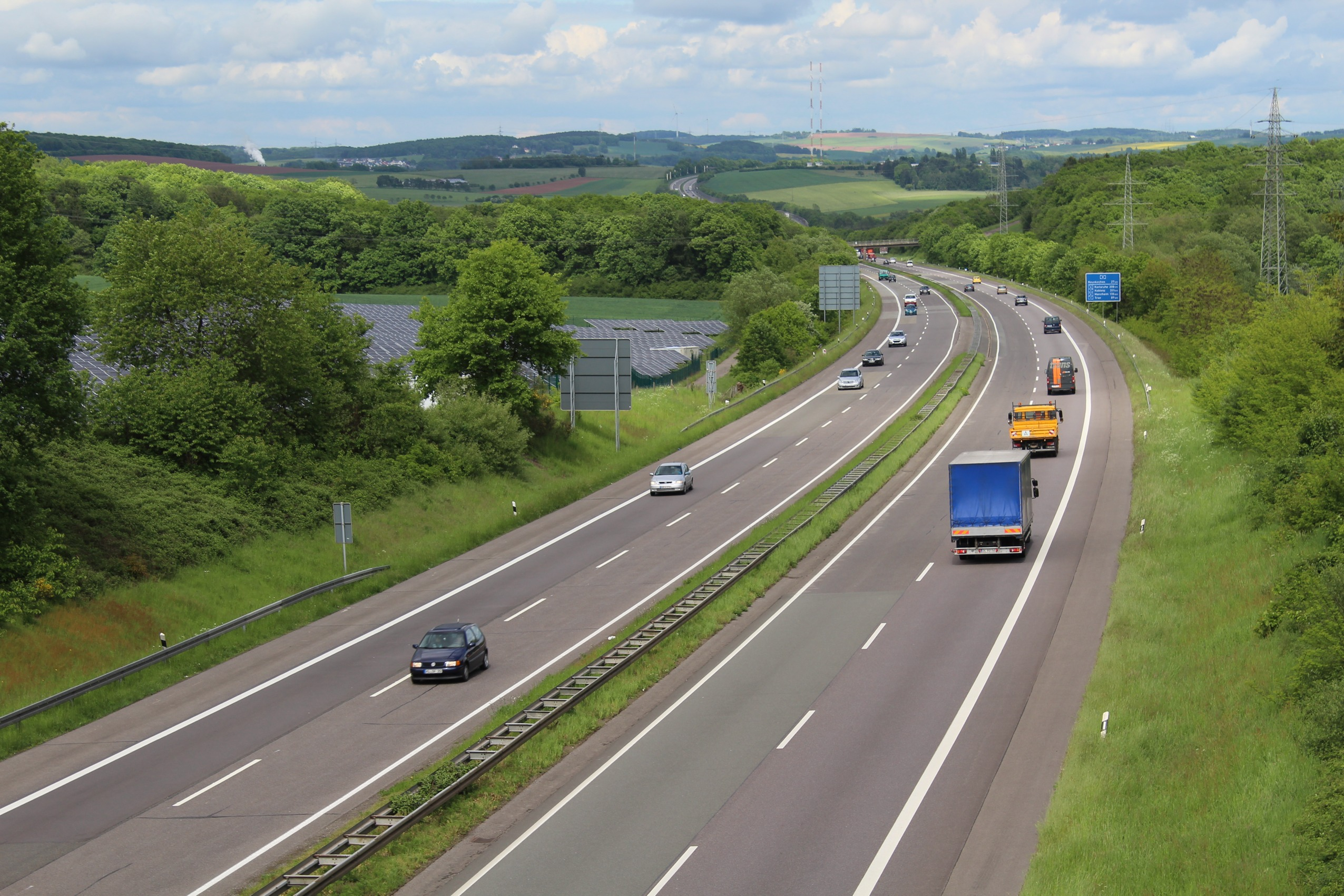
ザールルイ付近、東行き
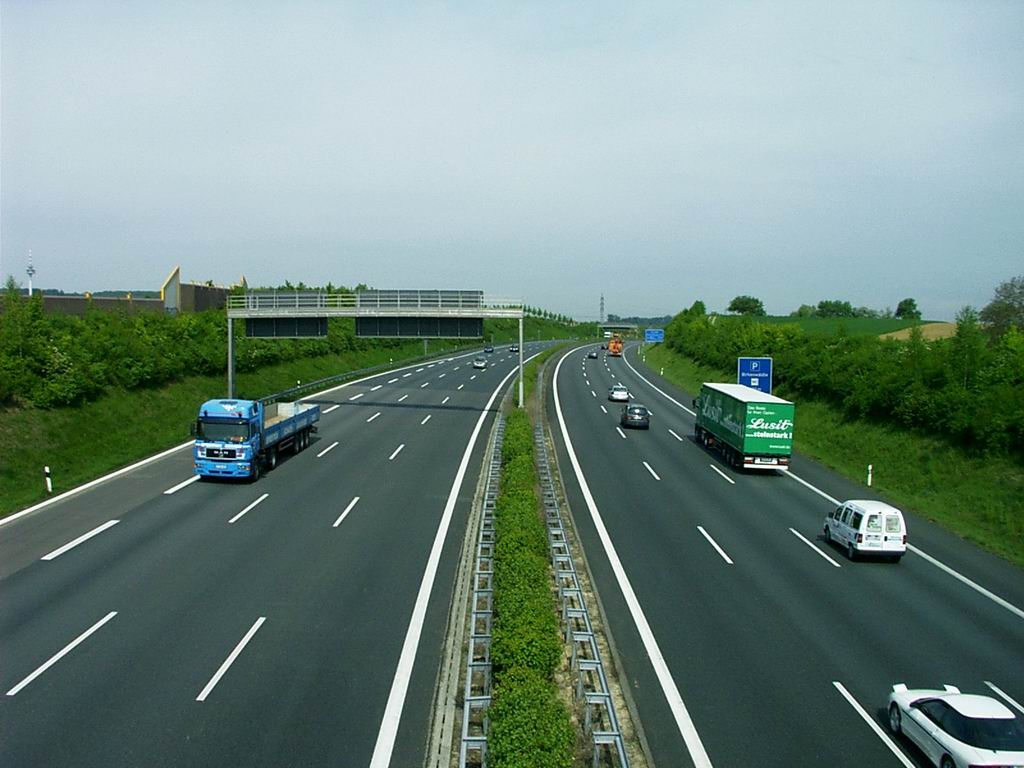
カールスルーエ付近
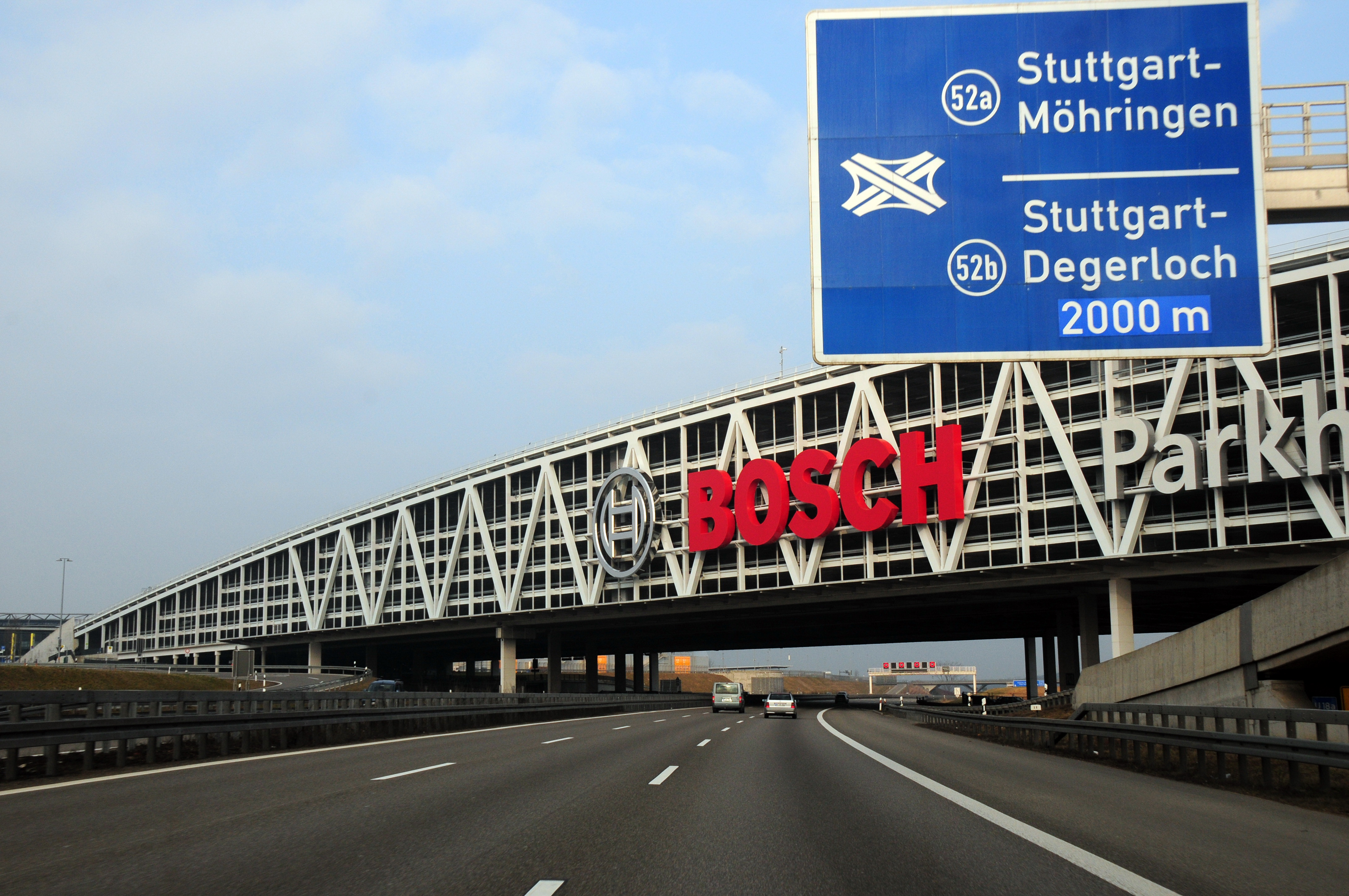
シュトゥットガルト付近。A8本線をまたがる建物はシュトゥットガルト空港の立体駐車場
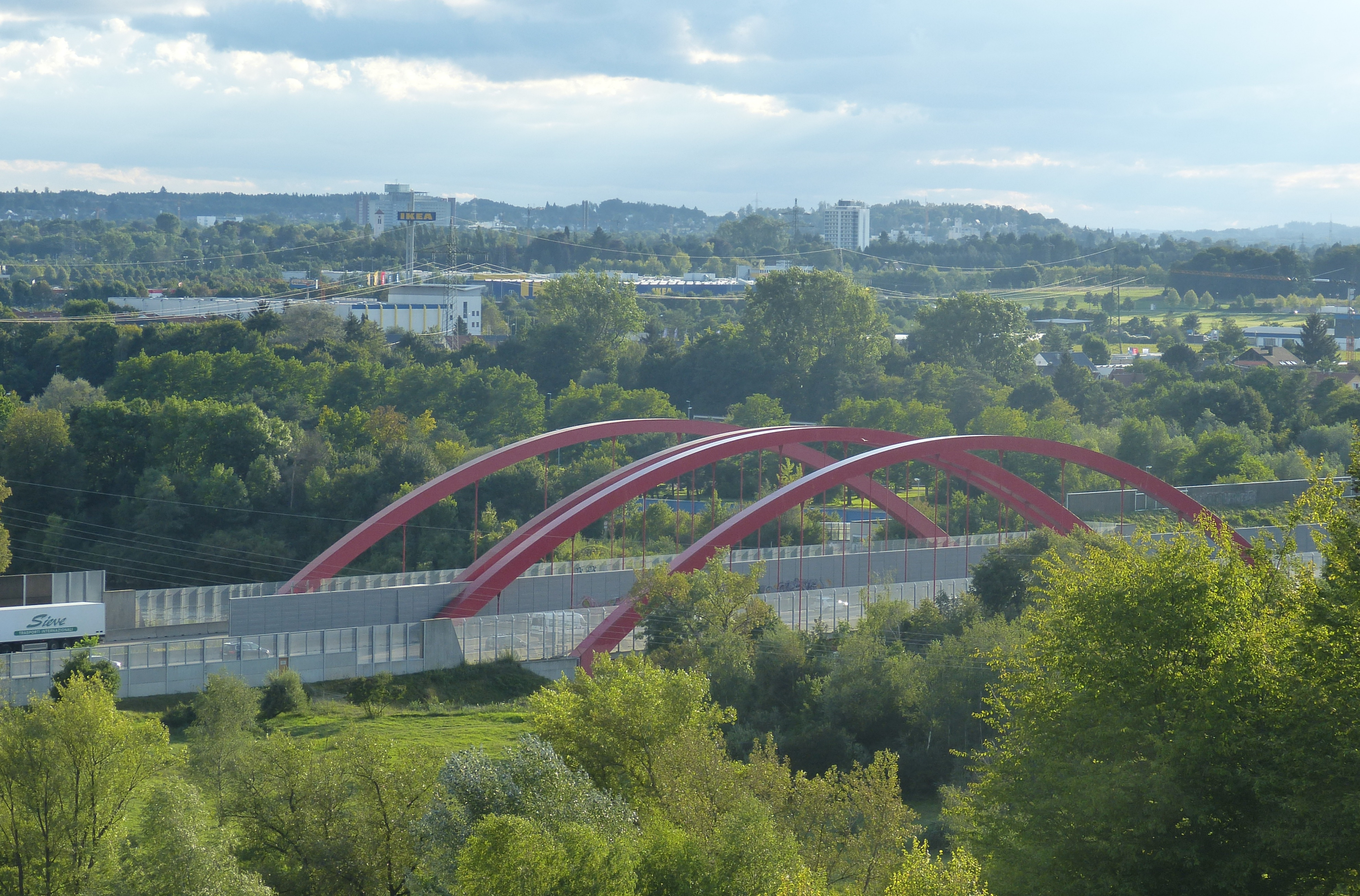
アウクスブルク付近
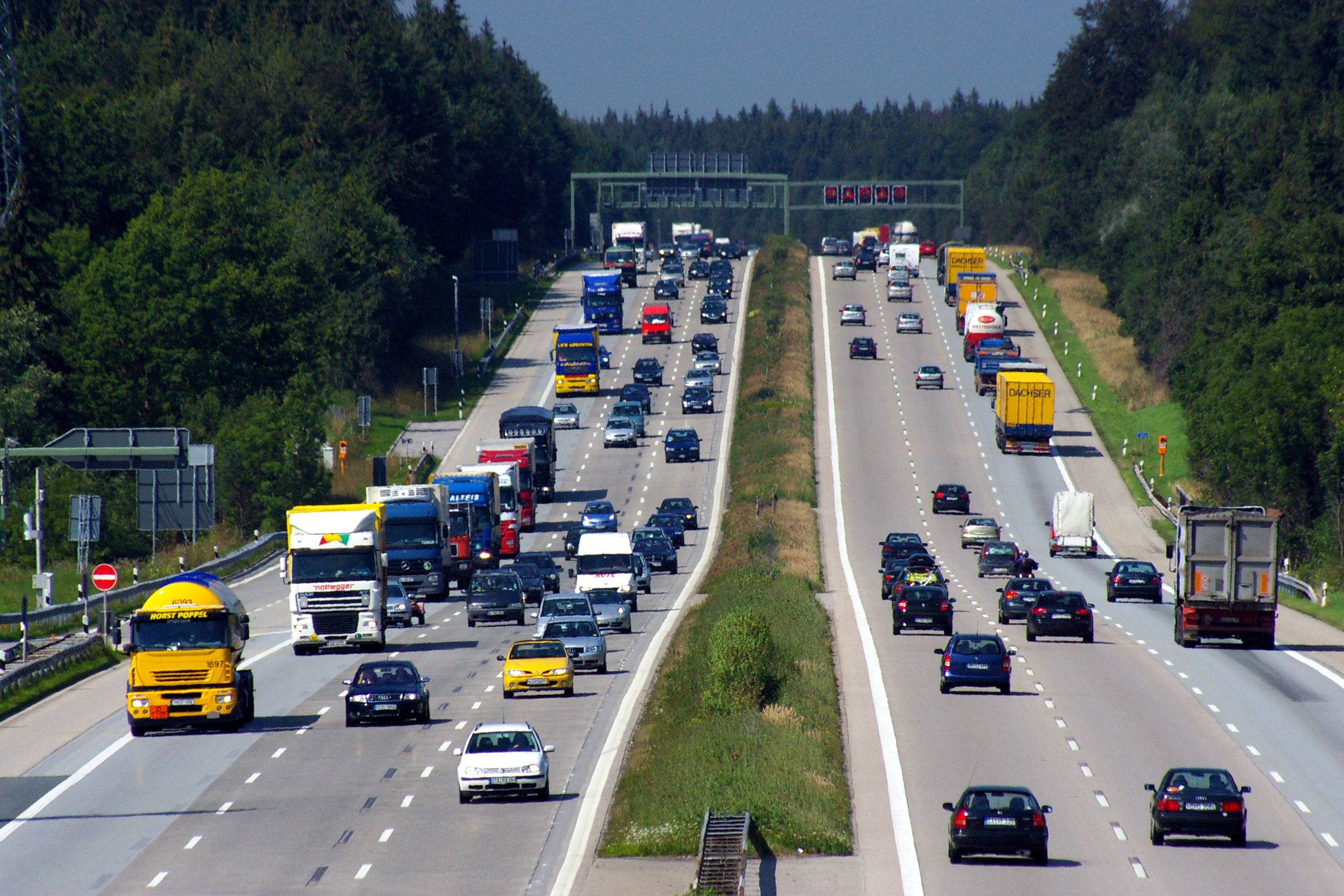
ミュンヘン南部付近
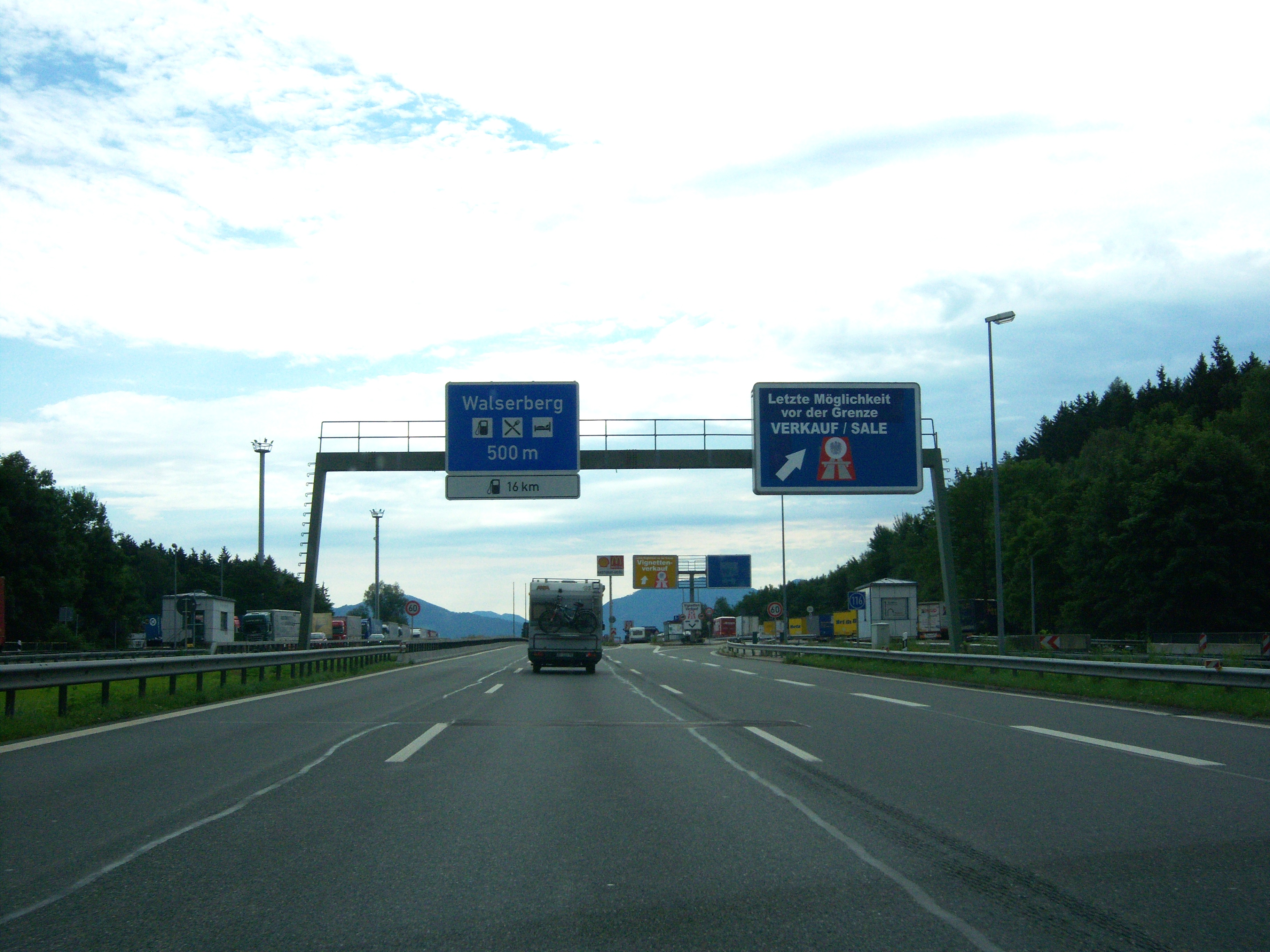
オーストリア国境付近、東行き

## 行程
- 計画段階の新規インターチェンジおよびジャンクションは含まれていない。
- 接続路線名の特記がないものは州道または郡道。

| アウトバーン 8の行程一覧表 | アウトバーン 8の行程一覧表                   | アウトバーン 8の行程一覧表                                                                 | アウトバーン 8の行程一覧表       | アウトバーン 8の行程一覧表    |
| IC 番号                    | 施設名                                       | 施設名                                                                                     | 接続路線名                       | 州                            |
| -------------------------- | -------------------------------------------- | ------------------------------------------------------------------------------------------ | -------------------------------- | ----------------------------- |
| 1                          | 欧州連合内国境                               | ペアル/シェンゲン国境通過点 Grenzübergang Perl/Schengen                                    | ルクセンブルク市方面             | ザールラント州                |
| 2                          | インターチェンジ                             | ペアル Perl                                                                                | 連邦道路419号線                  | ザールラント州                |
| 3                          | インターチェンジ                             | ペアル＝ボルク Perl-Borg                                                                   | 連邦道路407号線                  | ザールラント州                |
| 4                          | インターチェンジ                             | メルツィヒ＝ヴェリンゲン Merzig-Wellingen                                                  | --                               | ザールラント州                |
| 5                          | インターチェンジ                             | メルツィヒ＝シュヴェームリンゲン Merzig-Schwemlingen                                       | 連邦道路51号線                   | ザールラント州                |
| 6                          | インターチェンジ                             | メルツィヒ Merzig                                                                          | --                               | ザールラント州                |
| 7                          | インターチェンジ                             | レーリンゲン Rehlingen                                                                     | --                               | ザールラント州                |
| 8                          | インターチェンジ                             | ディリンゲン＝中央 Dillingen-Mitte                                                         | --                               | ザールラント州                |
| 9                          | ジャンクション                               | ザールルイ分岐点 Dreieck Saarlouis                                                         | アウトバーン 620                 | ザールラント州                |
| 10                         | インターチェンジ                             | ディリンゲン＝南 Dillingen-Süd                                                             | 連邦道路51号線                   | ザールラント州                |
| 11                         | インターチェンジ                             | ザールルイ＝シュタインラウッシュ Saarlouis-Steinrausch                                     | --                               | ザールラント州                |
| 12                         | インターチェンジ                             | ナールバッハ Nalbach                                                                       | 連邦道路269号線                  | ザールラント州                |
| 13                         | インターチェンジ                             | ザールヴェリンゲン＝中央 Saarwellingen-Mitte                                               | 連邦道路405号線                  | ザールラント州                |
| 14                         | インターチェンジ                             | シュヴァールバッハ Schwalbach                                                              | --                               | ザールラント州                |
| 15                         | インターチェンジ                             | シュヴァールバッハ/シュヴァルツェンヘルツ Schwalbach/Schwarzenholz                         | --                               | ザールラント州                |
| 16                         | インターチェンジ                             | ホイスヴァイラー Heusweiler                                                                | 連邦道路268号線                  | ザールラント州                |
| 17                         | ジャンクション                               | ザールブリュッケン交差点 Kreuz Saarbrücken                                                 | アウトバーン 1                   | ザールラント州                |
| 18                         | インターチェンジ                             | メルヒヴァイラー Merchweiler                                                               | --                               | ザールラント州                |
| 19                         | インターチェンジ                             | フリードリヒスタール＝ビルトシュトック Friedrichsthal-Bildstock                            | --                               | ザールラント州                |
| 20                         | ジャンクション                               | フリードリヒスタール分岐点 Dreieck Friedrichsthal                                          | アウトバーン 623                 | ザールラント州                |
| 21                         | インターチェンジ                             | エルヴァースベルク Elversberg                                                              | --                               | ザールラント州                |
| 22                         | インターチェンジ                             | ノインキルヒェン＝ハイニッツ Neunkirchen-Heinitz                                           | --                               | ザールラント州                |
| 23                         | インターチェンジ                             | ノインキルヒェン/シュピーゼン Neunkirchen/Spiesen                                          | 連邦道路41号線                   | ザールラント州                |
| 24                         | インターチェンジ                             | ノインキルヒェン＝オーバーシュタット Neunkirchen-Oberstadt                                 | --                               | ザールラント州                |
| 25                         | インターチェンジ                             | ノインキルヒェン＝ヴェレスヴァイラー Neunkirchen-Wellesweiler                              | --                               | ザールラント州                |
| 26                         | インターチェンジ                             | ノインキルヒェン＝コールホーフ Neunkirchen-Kohlhof                                         | --                               | ザールラント州                |
| 27                         | ジャンクション                               | ノインキルヒェン交差点 Kreuz Neunkirchen                                                   | アウトバーン 6                   | ザールラント州                |
| 28                         | インターチェンジ                             | キアケル＝リンバッハ Kirkel-Limbach                                                        | --                               | ザールラント州                |
| 30                         | インターチェンジ                             | ホンブルク＝アインエート Homburg-Einöd                                                     | 連邦道路423号線                  | ザールラント州                |
| 31                         | インターチェンジ                             | ツヴァイブリュッケン＝エルンストヴァイラー Zweibrücken-Ernstweiler                         | --                               | ラインラント＝ プファルツ州   |
| 32                         | インターチェンジ                             | ツヴァイブリュッケン＝中央 Zweibrücken-Zentrum                                             | --                               | ラインラント＝ プファルツ州   |
| 33                         | インターチェンジ                             | ツヴァイブリュッケン＝イックスハイム Zweibrücken-Ixheim                                    | 連邦道路424号線                  | ラインラント＝ プファルツ州   |
| 34                         | インターチェンジ                             | コントヴィヒ Contwig                                                                       | --                               | ラインラント＝ プファルツ州   |
| 35                         | インターチェンジ                             | ヴァールスハウゼン Walshausen                                                              | --                               | ラインラント＝ プファルツ州   |
| 36                         | インターチェンジ（左折出口）                 | ピルマゼンス＝ヴィンツェルン Pirmasens-Winzeln                                             | --                               | ラインラント＝ プファルツ州   |
| --                         | 起点                                         | 西部区間の終点                                                                             | アウトバーン 62                  | ラインラント＝ プファルツ州   |
| 41                         | ジャンクション                               | カールスルーエ分岐点（中部区間の起点） Dreieck Karlsruhe                                   | アウトバーン 5                   | バーデン＝ ヴュルテンベルク州 |
| 42                         | インターチェンジ                             | カールスバート Karlsbad                                                                    | --                               | バーデン＝ ヴュルテンベルク州 |
| 43                         | インターチェンジ                             | プフォルツハイム＝西 Pforzheim-West                                                        | 連邦道路10号線                   | バーデン＝ ヴュルテンベルク州 |
| 44                         | インターチェンジ                             | プフォルツハイム＝北 Pforzheim-Nord                                                        | 連邦道路294号線                  | バーデン＝ ヴュルテンベルク州 |
| 45a                        | インターチェンジ                             | プフォルツハイム＝東 Pforzheim-Ost                                                         | 連邦道路10号線                   | バーデン＝ ヴュルテンベルク州 |
| 45b                        | インターチェンジ                             | プフォルツハイム＝南 Pforzheim-Süd                                                         | --                               | バーデン＝ ヴュルテンベルク州 |
| 46                         | インターチェンジ                             | ハイムスハイム Heimsheim                                                                   | --                               | バーデン＝ ヴュルテンベルク州 |
| 47                         | インターチェンジ                             | ルーテスハイム Rutesheim                                                                   | --                               | バーデン＝ ヴュルテンベルク州 |
| 48                         | インターチェンジ                             | レオンベルク＝西 Leonberg-West                                                             | 連邦道路295号線                  | バーデン＝ ヴュルテンベルク州 |
| 49                         | ジャンクション                               | レオンベルク分岐点 Dreieck Leonberg                                                        | アウトバーン 81                  | バーデン＝ ヴュルテンベルク州 |
| 50                         | インターチェンジ                             | レオンベルク＝東 Leonberg-Ost                                                              | --                               | バーデン＝ ヴュルテンベルク州 |
| 51                         | ジャンクション                               | シュトゥットガルト交差点 Kreuz Stuttgart                                                   | アウトバーン 81 アウトバーン 831 | バーデン＝ ヴュルテンベルク州 |
| 52a                        | インターチェンジ                             | シュトゥットガルト＝メーリンゲン Stuttgart-Möhringen                                       | --                               | バーデン＝ ヴュルテンベルク州 |
| 52b                        | アウトバーン規格の連邦道路とのジャンクション | シュトゥットガルト＝デーガーロッホ交差点 Kreuz Stuttgart-Degerloch                         | 連邦道路27号線                   | バーデン＝ ヴュルテンベルク州 |
| 53a                        | インターチェンジ                             | シュトゥットガルト＝空港 Stuttgart-Flughafen                                               | --                               | バーデン＝ ヴュルテンベルク州 |
| 53b                        | インターチェンジ                             | シュトゥットガルト＝プリーニンゲン Stuttgart-Plieningen                                    | --                               | バーデン＝ ヴュルテンベルク州 |
| 54                         | インターチェンジ                             | エスリンゲン Esslingen                                                                     | --                               | バーデン＝ ヴュルテンベルク州 |
| 55                         | アウトバーン規格の連邦道路とのジャンクション | ヴェントリンゲン交差点 Kreuz Wendlingen                                                    | 連邦道路313号線                  | バーデン＝ ヴュルテンベルク州 |
| 56                         | インターチェンジ                             | キルヒハイム・ウンター・テック＝西 Kirchheim unter Teck-West                               | 連邦道路297号線                  | バーデン＝ ヴュルテンベルク州 |
| 57                         | インターチェンジ                             | キルヒハイム・ウンター・テック＝東 Kirchheim unter Teck-Ost                                | 連邦道路297号線 連邦道路465号線  | バーデン＝ ヴュルテンベルク州 |
| 58                         | インターチェンジ                             | アイヒェルベルク Aichelberg                                                                | --                               | バーデン＝ ヴュルテンベルク州 |
| 59                         | インターチェンジ                             | ミュールハウゼン Mühlhausen                                                                | 連邦道路466号線                  | バーデン＝ ヴュルテンベルク州 |
| 60                         | インターチェンジ                             | ホーエンシュタット Hohenstadt                                                              | --                               | バーデン＝ ヴュルテンベルク州 |
| 61                         | インターチェンジ                             | メルクリンゲン Merklingen                                                                  | --                               | バーデン＝ ヴュルテンベルク州 |
| 62                         | アウトバーン規格の連邦道路とのジャンクション | ウルム＝西交差点 Kreuz Ulm-West                                                            | 連邦道路10号線                   | バーデン＝ ヴュルテンベルク州 |
| 63                         | インターチェンジ                             | ウルム＝東 Ulm-Ost                                                                         | 連邦道路19号線                   | バーデン＝ ヴュルテンベルク州 |
| 64                         | インターチェンジ                             | オーバーエルヒンゲン Oberelchingen                                                         | --                               | バイエルン州                  |
| 65                         | ジャンクション                               | ウルム/エルヒンゲン交差点 Kreuz Ulm/Elchingen                                              | アウトバーン 7                   | バイエルン州                  |
| 66                         | インターチェンジ                             | ライプハイム Leipheim                                                                      | 連邦道路10号線                   | バイエルン州                  |
| 67                         | インターチェンジ                             | ギュンツブルク Günzburg                                                                    | 連邦道路16号線                   | バイエルン州                  |
| 69                         | インターチェンジ                             | ブルガウ Burgau                                                                            | --                               | バイエルン州                  |
| 70                         | インターチェンジ                             | ツスマーシュハウゼン Zusmarschhausen                                                       | 連邦道路10号線                   | バイエルン州                  |
| 71a                        | インターチェンジ                             | アーデルスリート Adelsried                                                                 | --                               | バイエルン州                  |
| 71b                        | インターチェンジ                             | ノイゼース Neusäß                                                                          | --                               | バイエルン州                  |
| 72                         | アウトバーン規格の連邦道路とのジャンクション | アウクスブルク＝西交差点 Kreuz Augsburg-West                                               | 連邦道路2号線 連邦道路17号線     | バイエルン州                  |
| 73                         | インターチェンジ                             | アウクスブルク＝東 Augsburg-Ost                                                            | 連邦道路2号線                    | バイエルン州                  |
| 74a                        | インターチェンジ                             | フリートベルク（バイエルン） Friedberg (Bayern)                                            | --                               | バイエルン州                  |
| 74b                        | インターチェンジ                             | ダージング Dasing                                                                          | 連邦道路300号線                  | バイエルン州                  |
| 75                         | インターチェンジ                             | アーデルツハウゼン Adelzhausen                                                             | --                               | バイエルン州                  |
| 76                         | インターチェンジ                             | オーデルツハウゼン Odelzhausen                                                             | --                               | バイエルン州                  |
| 77                         | インターチェンジ                             | ズルツェモース Sulzemoos                                                                   | --                               | バイエルン州                  |
| 78                         | インターチェンジ                             | ダッハウ/フュルステンフェルトブルック Dachau/Fürstenfeldbruck                              | 連邦道路471号線                  | バイエルン州                  |
| 79                         | ジャンクション                               | ミュンヘン＝エシェンリート分岐点 Dreieck München-Eschenried                                | アウトバーン 99a                 | バイエルン州                  |
| 80                         | インターチェンジ                             | ミュンヘン＝ラングヴィート München-Langwied                                                | --                               | バイエルン州                  |
| 81                         | ジャンクション                               | ミュンヘン＝西交差点 Kreuz München-West                                                    | アウトバーン 99                  | バイエルン州                  |
| 82                         | 環状交差点                                   | ミュンヘン＝オーバーメンツィング（中部区間の終点） München-Obermenzing                     | --                               | バイエルン州                  |
| --                         | 起点                                         | 東部区間の起点                                                                             | --                               | バイエルン州                  |
| 91                         | インターチェンジ                             | ミュンヘン＝ラーマースドルフ München-Ramersdorf                                            | 連邦道路2 R号線                  | バイエルン州                  |
| 92a                        | インターチェンジ                             | ミュンヘン＝ペルラッハ München-Perlach                                                     | --                               | バイエルン州                  |
| 92b                        | インターチェンジ                             | ノイビーベルク Neubiberg                                                                   | --                               | バイエルン州                  |
| 93                         | インターチェンジ                             | ウンターハヒング＝東 Unterhaching-Ost                                                      | --                               | バイエルン州                  |
| 94                         | インターチェンジ                             | タウフキルヒェン＝東 Taufkirchen-Ost                                                       | 連邦道路471号線                  | バイエルン州                  |
| 95                         | ジャンクション                               | ミュンヘン＝南交差点 Kreuz München-Süd                                                     | アウトバーン 99 アウトバーン 995 | バイエルン州                  |
| 96                         | インターチェンジ                             | ホーフォルディンガー・フォルスト Hofoldinger Forst                                         | --                               | バイエルン州                  |
| 97                         | インターチェンジ                             | ホルツキルヒェン Holzkirchen                                                               | 連邦道路318号線                  | バイエルン州                  |
| 98                         | インターチェンジ                             | ヴァイアルン Weyarn                                                                        | --                               | バイエルン州                  |
| 99                         | インターチェンジ                             | イルシェンベルク Irschenberg                                                               | 連邦道路472号線                  | バイエルン州                  |
| 100a                       | インターチェンジ                             | バート・アイプリング Bad Aibling                                                           | --                               | バイエルン州                  |
| 100b                       | インターチェンジ                             | ローゼンハイム＝西 Rosenheim-West                                                          | --                               | バイエルン州                  |
| 101                        | ジャンクション                               | インタール分岐点 Dreieck Inntal                                                            | アウトバーン 93                  | バイエルン州                  |
| 102                        | インターチェンジ                             | ローゼンハイム Rosenheim                                                                   | 連邦道路15号線                   | バイエルン州                  |
| 103                        | インターチェンジ                             | ロールドルフ Rohrdorf                                                                      | --                               | バイエルン州                  |
| 104                        | インターチェンジ                             | アヒェンミューレ Achenmühle                                                                | --                               | バイエルン州                  |
| 105                        | インターチェンジ                             | フラースドルフ Frasdorf                                                                    | --                               | バイエルン州                  |
| 106                        | インターチェンジ                             | ベルナウ Bernau                                                                            | 連邦道路305号線                  | バイエルン州                  |
| 107                        | インターチェンジ                             | フェルデン Felden                                                                          | --                               | バイエルン州                  |
| 108                        | インターチェンジ                             | ユーバーゼー Übersee                                                                       | --                               | バイエルン州                  |
| 109                        | インターチェンジ                             | グラーベンシュテット Grabenstätt                                                           | --                               | バイエルン州                  |
| 110                        | インターチェンジ                             | ベルゲン Bergen                                                                            | --                               | バイエルン州                  |
| 111                        | インターチェンジ                             | ジークスドルフ＝西 Siegsdorf-West                                                          | --                               | バイエルン州                  |
| 112                        | インターチェンジ                             | トラウンシュタイン/ジークスドルフ Traunstein/Siegsdorf                                     | 連邦道路306号線                  | バイエルン州                  |
| 113                        | インターチェンジ                             | タイゼンドルフ＝ノイキルヒェン Teisendorf-Neukirchen                                       | --                               | バイエルン州                  |
| 114                        | インターチェンジ                             | アンガー Anger                                                                             | --                               | バイエルン州                  |
| 115                        | インターチェンジ                             | バート・ライヒェンハル Bad Reichenhall                                                     | 連邦道路20号線                   | バイエルン州                  |
| --                         | インターチェンジ                             | シュヴァルツバッハ（入口のみ） Schwarzbach                                                 | 連邦道路21号線                   | バイエルン州                  |
| 116                        | 欧州連合内国境                               | バート・ライヒェンハル/ヴァルザーベルク国境通過点 Grenzübergang Bad Reichenhall/Walserberg | ザルツブルク、リンツ方面         | バイエルン州                  |